# 유로비전 (네트워크)

유로비전(Eurovision)은 유럽 방송 연맹의 일부인 텔레비전 · 라디오 네트워크이다.